# Entangled in Chaos
Az Entangled in Chaos az amerikai Morbid Angel 1996-ban megjelent koncertlemeze, melyet az Earache Records adott ki. A felvétel a Domination album turnéjának londoni állomásán készült. Az album Amerikában nem kapott nagy figyelmet, Európában és Japánban viszont remek kritikákban részesült. A kritikák egy része az együttes intenzív előadása mellett főleg a lemez hangzását említette pozitívumként.

## Számlista
1. Immortal Rites – 4:08
2. Blasphemy of the Holy Ghost – 3:31
3. Sworn to the Black – 3:49
4. Lord of All Fevers and Plague – 3:56
5. Blessed Are the Sick – 2:48
6. Day of Suffering – 2:02
7. Chapel of Ghouls – 3:47
8. Maze of Torment – 4:25
9. Rapture – 4:07
10. Blood on My Hands – 3:41
11. Dominate – 2:54

## Közreműködők
- David Vincent – basszusgitár, ének
- Trey Azagthoth – gitár, billentyűs hangszerek
- Erik Rutan – gitár, billentyűs hangszerek
- Pete Sandoval – dob